# Ipolydamásd
Ipolydamásd là một thị trấn thuộc hạt Pest, Hungary. Thị trấn này có diện tích 11,6 km², dân số năm 2010 là 343 người, mật độ 30 người/km².